# La Neuville-en-Tourne-à-Fuy
La Neuville-en-Tourne-à-Fuy ist eine französische Gemeinde mit 531 Einwohnern (Stand: 1. Januar 2022) im Département Ardennes in der Region Grand Est. Sie gehört zum Arrondissement Rethel und zum Kanton Château-Porcien. Zur Gemeinde gehört die Ortschaft Germigny-Pend-la-Pie.

## Geografie
La Neuville-en-Tourne-à-Fuy liegt etwa 26 Kilometer ostnordöstlich von Reims. Umgeben wird La Neuville-en-Tourne-à-Fuy von den Nachbargemeinden Juniville im Norden, Bignicourt im Nordosten, Cauroy im Osten, Hauviné im Süden und Südosten, Bétheniville im Süden und Südwesten sowie Aussonce im Westen.

## Bevölkerungsentwicklung
| 1962                       | 1968 | 1975 | 1982 | 1990 | 1999 | 2006 | 2019 |
| -------------------------- | ---- | ---- | ---- | ---- | ---- | ---- | ---- |
| 485                        | 472  | 414  | 386  | 389  | 362  | 430  | 555  |
| Quellen: Cassini und INSEE |      |      |      |      |      |      |      |

## Sehenswürdigkeiten

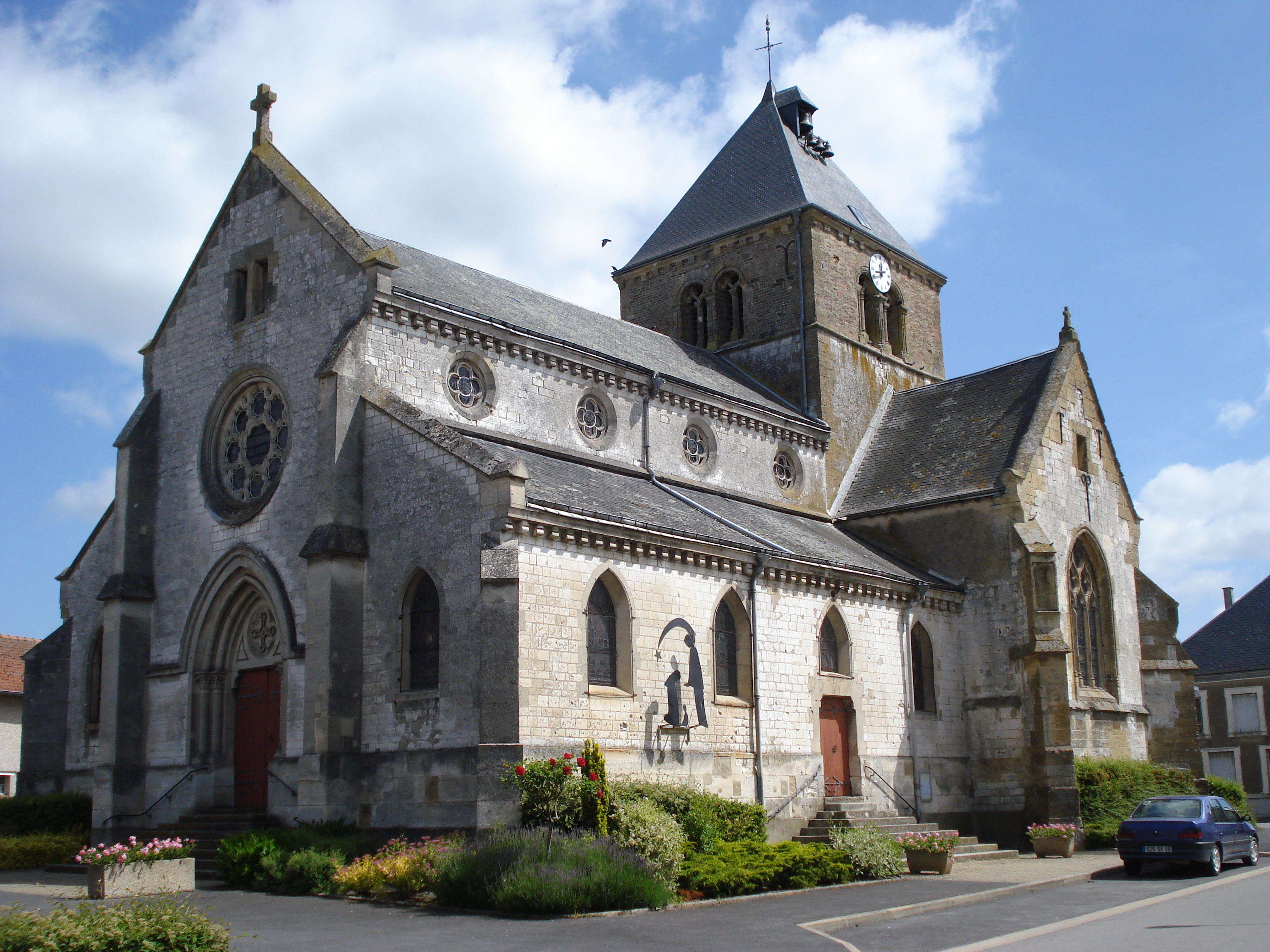
Kirche Saint-Nicaise

- Kirche Saint-Nicaise